# Joseph Serge Miot
Joseph Serge Miot (ur. 23 listopada 1946 w Jérémie, Departament Grand'Anse, zm. 12 stycznia 2010 w Port-au-Prince) – haitański arcybiskup kościoła katolickiego, od 2008 do 2010 dziewiąty arcybiskup Port-au-Prince.

## Życiorys
Arcybiskup Miot urodził się 23 listopada 1946. Święcenia kapłańskie przyjął 4 lipca 1975 w diecezji Jérémie. Po święceniach pracował jako wikariusz parafii katedralnej, zaś w latach 1978-1982 studiował w Rzymie filozofię. Po powrocie do kraju został wicerektorem seminarium międzydiecezjalnego, zaś w latach 1986-1996 był jego rektorem (jednocześnie sprawując funkcję sekretarza generalnego haitańskiej Konferencji Episkopatu). W 1996 został rektorem uniwersytetu Notre Dame d’Haïti.
29 lipca 1997 został wyznaczony przez papieża Jana Pawła II biskupem koadiutorem oraz administratorem apostolskim sede plena Port-au-Prince. 12 października 1997 otrzymał sakrę biskupią. 1 marca 2008 został arcybiskupem Port-au-Prince. Podczas trzęsienia ziemi 12 stycznia 2010 spadł z balkonu budynku papieskiej nuncjatury i zmarł w wyniku doznanych obrażeń.